# Бекия
Бекия (рум. Băcâia) — село у повіті Хунедоара в Румунії. Адміністративно підпорядковане місту Джоаджу.
Село розташоване на відстані 288 км на північний захід від Бухареста, 25 км на північний схід від Деви, 90 км на південь від Клуж-Напоки.

## Населення
За даними перепису населення 2002 року у селі проживали 29 осіб, усі — румуни. Усі жителі села рідною мовою назвали румунську.

## Відомі уродженці
- Йоан Григораш (1963) — румунський борець греко-римського стилю, срібний призер чемпіонату світу, срібний та бронзовий призер чемпіонатів Європи, бронзовий призер Олімпійських ігор.